# FarmVille
FarmVille fou un videojoc en temps real, desenvolupat per Zynga. El joc està disponible mitjançant el lloc web de la xarxa social Facebook. El joc permetia als membres de Facebook treballar en una granja virtual: plantar, criar i collir cultius, arbres i animals domèstics. Després del seu llançament el juny de 2009, l'aplicació es convertí en el joc més popular de Facebook amb 83,1 milions d'usuaris actius mensuals i 22,8 milions d'admiradors el febrer de 2010.
Amb la davallada progressiva d’aquesta xarxa social al llarg de la dècada del 2010, l'empresa el clausurà la revetlla de cap d'any del 2020, per bé que es considera que deixà un llegat audiovisual i d'impremta col·lectiva digital prou significatiu per a la generació que visqué part de la revolució digital a través de Facebook.

## Funcionament
Quan es comença el joc es disposa d'una granja i el jugador crea un avatar personalitzat. Hi ha sis parcel·les de terra, dues de les quals estan en procés de creixement, i quatre (albergínies i maduixes) que ja estan a punt de collir.
El joc està basat en l'ús del mercat, on es poden comprar els següents articles: llavors, arbres, animals, edificis, decoració, vehicles, i més terra amb "monedes de la granja": que són els diners genèrics de Farmville obtinguts en la venda de cultius. Un jugador també pot optar per comprar monedes o diners en efectiu de Farmville de Zynga. El jugador planta les llavors que creixeran al camp de cultiu, i després d'un temps podrà recol·lectar la collita i guanyar monedes de la granja. Els animals i els arbres també poden ser adquirits i també se'n poden obtenir beneficis. El jugador guanya punts d'experiència (XP) mitjançant la compra d'elements i tasques habituals com ara la llaurada, la sembra i la collita. Guanyar XP augmenta el nivell del jugador, obrint més elements. La majoria dels articles es poden comprar amb les monedes de la granja, encara que alguns (per exemple, certes decoracions) han de ser comprats amb diners en efectiu de la granja.
Cada parcel·la de terra que volem llaurar costa 15 monedes i depenent de la collita sembrada, les noves llavors poden variar des de 10-220 monedes. Cada collita es ven a un preu fixat que és més gran que el preu pagat per les llavors. La relació entre el cost de les llavors i el rendiment dels cultius varia en funció del temps de la collita i el cost inicial de les llavors. Per exemple, els gerds, amb un temps de creixement de dues hores, costen 20 monedes i es venen per 46 monedes. Les síndries, amb un temps de creixement de quatre dies, valen 130 monedes i es venen per 348 monedes. Depenent de la planta, el temps de creixement pot variar de dues hores (gerds) a quatre dies (carxofes, síndries). Si el cultiu no es recull a temps la planta s'anirà pansint fins que es faci malbé. Per exemple, les carbasses creixeran en 8 hores: si la carbassa no es recull en les properes 16 hores, es començarà a marcir i morirà, i el jugador perdrà les monedes o l'experiència (XP).
A mesura que el jugador va incrementant la seva experiència, es pot ampliar l'explotació agrícola (amb el pagament en efectiu o amb monedes de granja) per augmentar l'espai per a l'agricultura, els animals, i les decoracions.
Com la majoria dels jocs Zynga, Farmville utilitza les característiques de les xarxes socials de Facebook. Juntament amb la seva pròpia granja, els jugadors poden convidar els seus amics a unir-s'hi i ser veïns. L'adquisició de veïns té beneficis en el joc -no només es pot guanyar diners i experiència (per visitar i ajudar les granges veïnes), sinó que també, amb vuit o més veïns, un jugador pot augmentar la seva explotació i tenir més superfície. A més, també es poden enviar regals (com ara arbres, animals, i ornaments) als veïns i altres amics de Facebook. Els regals rebuts dels veïns sovint tenen preus de compra relativament cars al mercat, així que aconseguir regals d'amics és una de les millors maneres d'aconseguir articles de preus elevats. A més, molts dels articles de regal no estan disponibles en el mercat de Farmville. Això inclou moltes decoracions temàtiques.
Els jugadors també poden aconseguir una mena de "llacets", cintes o condecoracions que representen la finalització d'unes tasques establertes. El primer llacet que es pot aconseguir és de color groc, per una feina simple, i tot seguit, a mesura que les feines són més complicades es poden guanyar llacets de color blanc, vermell, i blau. Hi ha un total de vint-i-vuit tasques diferents, i es poden aconseguir 112 cintes.